# Gymnomyza samoensis
Gymnomyza samoensis là một loài chim trong họ Meliphagidae.